# Abdelkader Hachani
Abdelkader Hachani, (1956 - Argel, 22 de noviembre de 1999). Político e ingeniero petroquímico argelino, dirigente del Frente Islámico de Salvación tras la ilegalización de este en 1992, era considerado un islamista no radical, vinculado también al nacionalismo argelino. Mantuvo las conversaciones con el gobierno de Abdelaziz Buteflika que llevó a la tregua de la lucha armada por parte del Ejército Islámico de Salvación, brazo armado del FIS. Fue asesinado en Argel, previsiblemente por miembros del Grupo Islámico Armado aunque el Movimiento Argelino de Oficiales Libres atribuyó el asesinato a miembros del ejército.